# Bandiera di Xianghuang
La bandiera di Xianghuang (镶黃旗S, Xiānghuáng QíP) è una bandiera della Cina, situata nella regione autonoma della Mongolia Interna e amministrata dalla lega di Xilin Gol.